# Козловський Микола Феофанович
Микола Феофанович Козловський (1887 — 1 травня 1939) — український, радянський кінооператор. Київського фотографа Миколу Феофановича Козловського вважають першим фаховим кінооператором. 1906 року демонстрував у фотоательє власні кінозйомки, наприклад, «Повінь на Дніпрі в Києві 1907 року». Через два роки він закрив свій ілюзіон у Києві, переїхав до Москви для кінороботи з відомим оператором, продюсером Олександром Дранковим. 1908 року зняв перший ігровий фільм «Понизовая вольница» («Стенька Разин»), який вперше було показано в Києві того самого року. До 1917 року Козловський зняв 60 фільмів. Працював на Одеській кіностудії, зокрема з Олександром Довженком над стрічкою «Сумка дипкур'єра». Помер 1 травня 1939 року.

## Фільмографія
- 1908 — Понизова вольниця (інша назва «Стенька Разін») (разом з О. Дранковим)
- 1909 — Купець Калашников (разом з О. Дранковим)
- 1913 — Гірське орлятко
- 1913 — Які прекрасні, які свіжі були рози…
- 1913 — Обрив
- 1913 — Злочин та кара
- 1913 — Сутінки жіночої душі
- 1915 — Брати Карамазови
- 1918 — Бал Господень
- 1918 — Ваші пальці пахнуть ладаном
- 1919 — Гріх та спокута
- 1921 — Голод
- 1922 — Нема щастя на землі
- 1922 — Розповідь про те, як лапотники у розум війшли
- 1922 — Скорбота нескінченна
- 1922 — Чудотворець
- 1923 — За владу Рад
- 1923 — Комедіантка
- 1925 — Кати (разом з А. Кюном)
- 1926 — Пани Скотиніни (разом з Д. Шлюглейтом)
- 1927 — Його високоповажність
- 1927 — Сумка дипкур'єра
- 1930 — Квартали передмістя